# 979 Ilsewa
979 Ilsewa è un asteroide della fascia principale del diametro medio di circa 36,82 km. Scoperto nel 1922, presenta un'orbita caratterizzata da un semiasse maggiore pari a 3,1584348 UA e da un'eccentricità di 0,1338551, inclinata di 10,10059° rispetto all'eclittica.
Il suo nome è in onore di Ilse Waldorf, una conoscente dello scopritore.